# الأشياء الأخيرة (رواية)
الأشياء الأخيرة (بالإنجليزية: Last Things) هي رواية من سلسلة روايات «غرباء وأخوة» للكاتب الإنجليزي سي بي سنو، نشرت عام 1970، عن دار نشر ماكميلان.